# Pandemia grypy A/H1N1
Pandemia grypy A/H1N1v – pandemia trwająca od 11 czerwca 2009 do 10 sierpnia 2010, spowodowana przez szczep wirusa grypy A/H1N1, będącą zmutowaną wersją wirusa świńskiej grypy. Wyizolowane próbki wirusa z Meksyku okazały się identyczne z próbkami wyizolowanymi wcześniej w Kalifornii, stąd wirus jest niekiedy oznaczany jako A/Kalifornia/04/2009. Obecność tego wirusa potwierdzono na wszystkich stale zamieszkanych kontynentach.
Rodzaj grypy, który wywołał pandemię, był wynikiem reasortacji genowej kilku odmian wirusa H1N1, w tym grypy ludzkiej, dwóch rodzajów świńskiej grypy oraz ptasiej grypy.
Wirus jest na tyle nowy, że dzieci nie posiadają przeciwciał wiążących H1N1/09 w liczbie, która zmniejszyłaby ryzyko zachorowania co najmniej dwukrotnie. Taką liczbę posiada 9% ludzi w wieku 18–64 lata i 33% w wieku powyżej 60 lat.

## Reakcje organizacji międzynarodowych

### Światowa Organizacja Zdrowia
- W niedzielę 26 kwietnia 2009 Światowa Organizacja Zdrowia oficjalnie ogłosiła epidemię grypy w Meksyku[5]. Według dyrektora WHO, Margaret Chan, „wirus ma potencjał pandemii”[5], natomiast dr Keiji Fukuda stwierdziła, że jest całkiem możliwe, że wirus będzie mutował do bardziej niebezpiecznego szczepu[6].
- 27 kwietnia 2009 Światowa Organizacja Zdrowia podniosła stopień zagrożenia do czwartego w sześciostopniowej skali zagrożenia pandemią. Oznacza on, że istnieje stałe niebezpieczeństwo przechodzenia wirusa z człowieka na człowieka, wywołujące ogniska choroby w co najmniej jednym kraju. System alarmowy WHO został zmodyfikowany po ptasiej grypie z 2004 roku i po raz pierwszy w historii faza zagrożenia została podniesiona powyżej trzeciego stopnia[7].
- 29 kwietnia 2009 Światowa Organizacja Zdrowia podniosła stopień zagrożenia pandemią do poziomu piątego. Piąty stopień ogłasza się, gdy wirus rozprzestrzenia się z człowieka na człowieka, tworząc przynajmniej dwa ogniska w różnych krajach położonych w jednym regionie. Zmiany poziomu zagrożenia poprzedzają intensywne konsultacje specjalistów i dogłębne analizy wszystkich przypadków zachorowań. Ogłoszenie jej jest sygnałem dla rządów o konieczności gromadzenia środków medycznych. Faza piąta jest silnym sygnałem, że pandemia jest nieunikniona.
- 11 czerwca 2009 Światowa Organizacja Zdrowia podniosła poziom zagrożenia do najwyższego – szóstego. Tym samym ogłoszono pandemię[8].
- 16 lipca 2009 Światowa Organizacja Zdrowia (WHO) poinformowała, że pandemia nowej grypy A/H1N1 jest najszybciej rozprzestrzeniającą się kiedykolwiek pandemią i bezcelowe jest odnotowywanie każdego przypadku choroby. Organizacja zrewidowała wymagania wobec władz sanitarnych poszczególnych krajów, które odtąd muszą zgłaszać tylko ciężkie przypadki zbiorowych zachorowań, zgony spowodowane chorobą lub jej wyjątkowo nietypowy przebieg. Sama WHO nie będzie już publikować zestawień przypadków zachorowań i zgonów.

## Ameryka Północna
Niepotwierdzone przypadki zakażenia
     Potwierdzone przypadki zakażenia
     Potwierdzone przypadki śmierci
     Niepotwierdzone przypadki
     Potwierdzone przypadki zakażenia
     Potwierdzone przypadki śmierci
     Niepotwierdzone przypadki zakażenia
     Potwierdzone przypadki zakażenia
     Potwierdzone przypadki śmierci
     Niepotwierdzone przypadki zakażenia
     Potwierdzone przypadki zakażenia
     Potwierdzone przypadki śmierci

### Epidemia w Meksyku

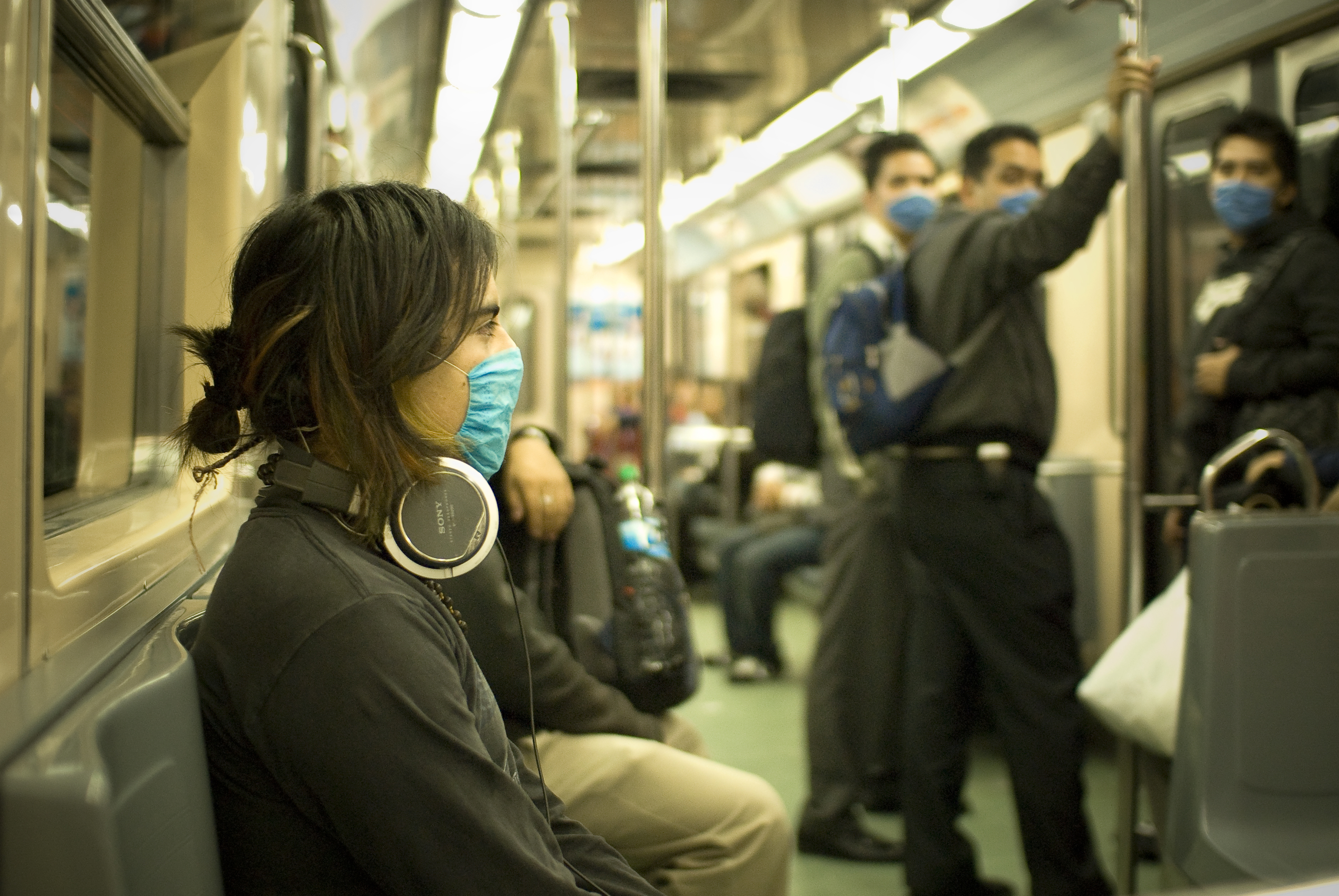
Pasażerowie pociągu w maskach: miasto Meksyk

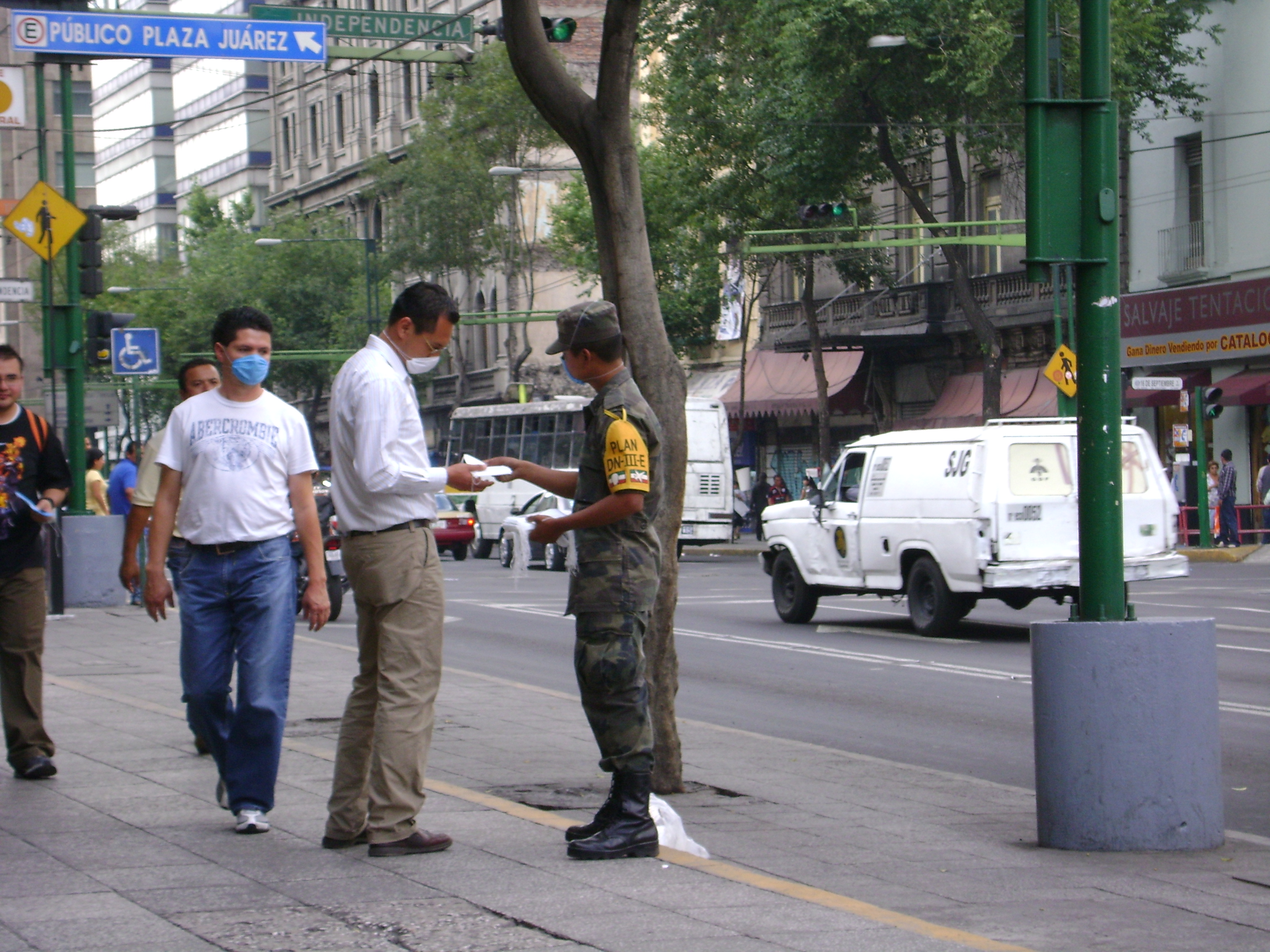
Meksykański żołnierz rozdaje maski chirurgiczne na ulicach Meksyku

- Przypadki zachorowań na nowy rodzaj grypy zanotowano w Meksyku na przełomie marca i kwietnia 2009 roku. Gdy zarejestrowano około 20 osób, władze Meksyku podjęły szereg środków prewencyjnych w centrum kraju, gdzie zanotowano najwięcej przypadków zachorowań[9]. Czasowo pozamykane zostały szkoły i uniwersytet w stolicy kraju oraz w przylegających do stołecznego regionu prowincjach. Zamknięto także muzea, kina i biblioteki oraz zawieszono wszystkie zgromadzenia publiczne.
- Prowadzono masowe szczepienia przeciwko grypie[10]. Obywatelom dystrybuowane były maski, które miały ich w pewnym stopniu chronić przed zakażeniem się wirusem. Do dystrybucji masek zatrudniono także wojsko. Rząd zalecał by unikać podawania sobie rąk i całowania się.
- Do 27 kwietnia z powodu choroby w Meksyku zmarło co najmniej 20 osób, kolejne 129 zgonów czekało na potwierdzenie; u 26 chorujących potwierdzono świńską grypę, a 1995 osób było objętych kwarantanną i podejrzewanych o zakażenie[11].
- 28 kwietnia 2009 rano podejrzana liczba zgonów w Meksyku wzrosła do 152, w epicentrum choroby prawie 2000 osób uważano za zakażonych.
- Minister zdrowia Meksyku Trinidad Jimenez, poinformowała, że liczba potwierdzonych zakażonych osób wzrosła o 26 osób. Jednocześnie liczba potwierdzonych zgonów z powodu wirusa świńskiej grypy wzrosła do 26 osób (przy 126 oficjalnie niepotwierdzonych)[12].
- Wieczorem 28 kwietnia do 172 przypadków wzrosła liczba potwierdzonych zachorowań na świńską grypę w Meksyku. Jednocześnie liczba zgonów z podejrzeniem spowodowania przez wirusa wzrosła do 152 (przy 26 oficjalnie potwierdzonych). Meksyk zaprzeczał jakoby wszystkie przypadki śmierci były spowodowane przez wirusa A/H1N1, wywołującego świńską grypę. WHO i CDC były gotowe wysłać do tego kraju specjalne zespoły, ale czekały na zaproszenie ze strony Meksyku. Według Len Horovit z Lenox Hill Hospital w Nowym Jorku, wirus ten mógł być aktywny już w marcu i od tamtej pory zakażonych może być setki tysięcy ludzi. Keiji Fukuda, asystent dyrektora generalnego z WHO zauważał, że Meksyk jest krajem ciężko dotknięty kryzysem oraz wykrwawiony wojną z kartelami narkotykowymi i może sobie z kolejnym wyzwaniem sam nie poradzić. Bank Światowy w związku z zaistniałą sytuacją przeznaczył dla Meksyku pożyczkę w wysokości 200 mln dolarów. Światowa Organizacja Zdrowia była poważnie zaniepokojona występowaniem (jak do tej pory) zgonów jedynie na terytorium Meksyku. Niektórzy naukowcy obawiali się, że szczep wirusa, który zabija w Meksyku, może okazać się innym niż ten, który został wykryty w wielu krajach i którego objawy są stosunkowo łagodne[13][14].
- 29 kwietnia rano (czasu europejskiego) Meksyk skorygował liczbę ofiar śmiertelnych z 26 do 7. Minister zdrowia Meksyku Jose Angel Cordova wytłumaczył, że powodem zmiany tej liczby jest potrzeba przeprowadzenia bardziej rygorystycznych testów, aby wykluczyć wszelkie wątpliwości. Jednocześnie do 159 skorygowana została liczba niepotwierdzonych przypadków zgonów[15]. W godzinach popołudniowych liczba oficjalnie i klinicznie potwierdzonych pacjentów zakażonych wirusem świńskiej grypy wzrosła z 26 do 49. Nadal jedynie siedem spośród ponad 150 zgonów zostało potwierdzonych oficjalnie przez meksykańskie ministerstwo zdrowia. Odnotowano 159 podejrzanych ofiar śmiertelnych, 2498 prawdopodobnie chorych na grypę w tym 1311 pacjentów, którzy przebywają w szpitalu. Jak zapewnił Meksykański Sekretarz Zdrowia Jose Angel Cordova Villalobos, Ministerstwo Zdrowia w ciągu 24 godzin będzie znało wyniki analizy kolejnych 150 próbek[16].
- 30 kwietnia 2009 (czasu europejskiego) zapowiedziano zawieszenie od 1 do 5 maja pracy we wszystkich instytucjach federalnej administracji publicznej. Jose Angel Cordova zaapelował o częściowe zawieszenie mniej istotnej działalności, poza służbą zdrowia, dostawami żywności i leków, usługami finansowymi, sklepami spożywczymi, telekomunikacją i mediami. Zapewnił, że zostaną utrzymane strategiczne zaopatrzenia w paliwa, operacje celne, a także pomoc ze strony policji i wojska. Poinformował, że o 99 potwierdzonych przypadków zachorowania na świńską grypę i 8 zgonach z powodu wirusa[17], liczba podejrzanych zgonów wyniosła 159, a 2498 osoby uważa się za zakażone[18].

### Stany Zjednoczone

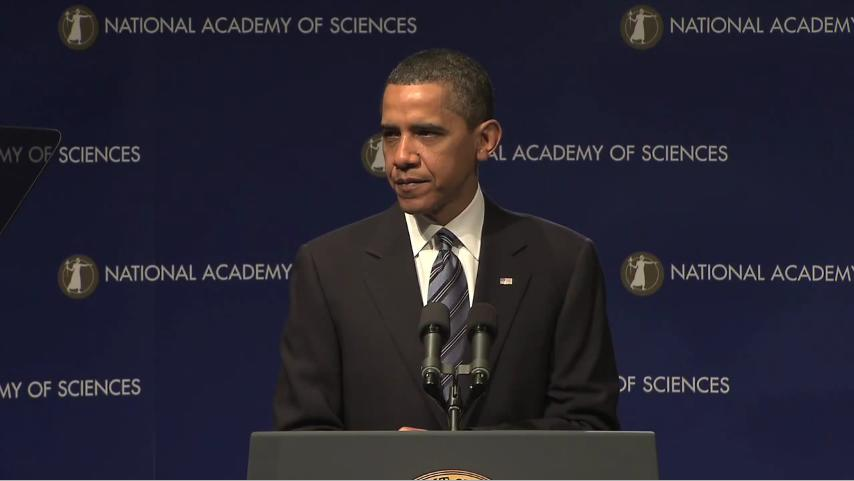
Prezydent Barack Obama omawia w National Academy of Science przypadki „świńskiej grypy”, 27 kwietnia 2009

- 26 kwietnia 2009 w USA potwierdzono wystąpienie choroby u 40 osób z pięciu stanów (Nowego Jorku, Ohio, Kansas, Teksasu i Kalifornii), nie odnotowano ofiar śmiertelnych a wszystkie zachorowania mają łagodny przebieg.
- 26 kwietnia 2009 u co najmniej ośmiu uczniów jednej ze nowojorskich szkół wystąpiły objawy wskazujące na możliwość zakażenia świńską grypą. Uważano, że ponad 100 osób może być zakażonych. Część uczniów szkoły odwiedzała ostatnio Meksyk. Wiele szkół w mieście zostało w poniedziałek zamkniętych i stan ten ma być utrzymany przez kilka dni. Burmistrz Nowego Jorku Michael Bloomberg, powiadomił, że rodziny objętych wcześniej kwarantanną uczniów mają również objawy grypy, co sugerowałoby rozprzestrzenianie się choroby[19].
- 27 kwietnia 2009 w San Antonio (Teksas) zamknięto na czas nieokreślony gimnazjum z powodu wystąpienia objawów świńskiej grypy u trojga uczniów[20].
- 28 kwietnia rano liczba potwierdzonych przypadków zachorowania w Stanach Zjednoczonych wzrosła do 48 osób i żaden z nich nie był śmiertelny. 212 osób było poddanych kwarantannie z podejrzeniem możliwości zakażenia[7].
- Tego samego dnia gubernator Kalifornii Arnold Schwarzenegger ogłosił stan wyjątkowy w związku ze świńską grypą. Równocześnie podkreślił, że nie ma jednak konieczności wszczynania alarmu[21].
- Również tego samego dnia, w godzinach wieczornych (czasu europejskiego) ogłoszono zgon dwóch mężczyzn, którzy przypuszczalnie byli chorzy na świńską grypę. Obydwa przypadki miały miejsce w hrabstwie Los Angeles. Jedną z domniemanych ofiar jest 33-letni mężczyzna, który zmarł w szpitalu w Bellflower, drugą 45-letni mężczyzna, zmarły w szpitalu w Norwalk 22 kwietnia 2009. Informacja nie została potwierdzona[22]. W ciągu dnia w całych Stanach Zjednoczonych liczba potwierdzonych przypadków zachorowań wzrosła do 70, przy ponad 200 niepotwierdzonych[23].
- 29 kwietnia 2009 Rząd Stanów Zjednoczonych oficjalnie potwierdził zgon z powodu zakażenia wirusem. Ofiarą jest 23-miesięczne dziecko, które zmarło w stanie Teksas. Była to pierwsza śmierć spowodowana świńską grypą poza Meksykiem[24].
- 10 maja 2009 r. władze stanu Waszyngton potwierdziły śmierć 30-letniego mężczyzny w wyniku zakażenia wirusem H1N1[25].

### Kanada
- 27 kwietnia 2009 w Kanadzie potwierdzono sześć przypadków zachorowania na świńską grypę. Cztery zakażenia wystąpiły w Nowej Szkocji, a dwa kolejne w Kolumbii Brytyjskiej. Kanadyjska minister zdrowia Leona Aglukkaq, powiedziała, że rząd federalny wykorzysta wszelkie dostępne środki, aby zachować publiczne bezpieczeństwo. Około 24 osób z podejrzeniem zakażenia zostało poddanych kwarantannie[26].
- 29 kwietnia 2009, po przebadaniu 14 kolejnych próbek, potwierdzono dziewięć nowych przypadków zachorowania. Łącznie w Kanadzie było wówczas zakażonych 13 osób w regionach Ontario[27], Nowa Szkocja[28], Kolumbia Brytyjska[29], Alberta[28].
- 30 kwietnia 2009, Kanadyjska Agencja Zdrowia Publicznego poinformowała o potwierdzeniu 19 przypadków zachorowania na świńską grypę. Zostały one stwierdzone w prowincjach: Alberta (2 przypadki), Brytyjska Kolumbia (6 przypadków), Nowa Szkocja (4 przypadki), i Ontario (7 przypadków). Kolejne 22 podejrzane osoby zostały objęte kwarantanną[30].

## Europa

### Ogólnoeuropejskie reakcje
- Większość krajów wprowadziła obostrzenia względem podróżnych (na granicach morskich, lądowych), oraz importu artykułów spożywczych[31].
- 28 kwietnia 2009 Andrula Wasiliu (unijna komisarz ds. zdrowia) wezwała Europejczyków do odłożenia wszystkich zbędnych podróży do USA i Meksyku. Jednocześnie wyraziła potrzebę szybkiego spotkania się z przedstawicielami firm farmaceutycznych w celu zorientowania się, ile potrzeba czasu na wyprodukowanie skutecznej szczepionki[32].
- 29 kwietnia 2009 Dyrektor Generalny Komisji Europejskiej do spraw zdrowia, Robert Madelin, powiedział, że nikt nie zna skali nadciągającej epidemii, ale Europa jest do niej przygotowana lepiej niż kiedykolwiek, że trzeba mieć jednak świadomość, że ludzie będą umierać, a jedyną kwestią jest jedynie to, czy umrą tysiące, czy dziesiątki tysięcy. Zakomunikował, że szczepionka przeciwko świńskiej grypie będzie gotowa w Europie za ok. 100 dni[33].

### Sytuacja w poszczególnych państwach

#### Austria
- 29 kwietnia 2009 oficjalnie potwierdzono zakażenie świńską grypą u 28-letniej mieszkanki Wiednia. Austria była dziewiątym z kolei krajem, w którym wykryto chorobę. Ministerstwo zdrowia Austrii oświadczyło, że kobieta jest na dobrej drodze wyleczenia, dodało też, że w Austrii istnieją nadal dwa przypadki podejrzane o zakażenia, a cztery próbki wykluczono[34][35].

#### Belgia
- Zespół specjalnej belgijskiej Międzyministerialnej Komisji Grypy, analizował sześć możliwych przypadków zakażenia – troje dorosłych i trójka dzieci. Cztery osoby przyjechały z Meksyku, jedna ze Stanów Zjednoczonych i jedna z Argentyny. Najwcześniejszy przypadek z podejrzanymi objawami zgłoszono w nocy z 26 na 27 kwietnia 2009, ogłosił Marc Van Ranst, wirusolog i przewodniczący Komisji Grypy[36].

#### Czechy
- Po południu 27 kwietnia 2009 do szpitala w Czechach przyjęty został pierwszy pacjent z podejrzeniem wirusa A/H1N1[37].

#### Dania
- W Danii cztery osoby z podejrzeniem zakażenia groźnym wirusem hospitalizowano w szpitalu Hvidovre, w Kopenhadze[38].
- 28 kwietnia 2009 liczba Duńczyków objętych podejrzeniami o zakażenie wzrosła do 12 osób. Jedna z przyjętych na obserwację pacjentek podróżowała wcześniej po Meksyku[39].
- 1 maja 2009 duńskie władze poinformowały o pierwszym przypadku grypy H1N1[40].

#### Finlandia
- W Finlandii hospitalizowano dwie osoby z podejrzeniem zachorowania na świńską grypę. Jednego pacjenta, który wrócił z Meksyku z objawami grypy, hospitalizowano w Lahti[41], a drugiego, który wrócił z Hiszpanii, w Kotka[42].

#### Francja
- 1 maja 2009 francuska minister zdrowia Roselyne Bachelot oświadczyła w głównym wydaniu wiadomości w TF1 o wykryciu dwóch przypadków grypy[43]. Obecnie odnotowano 58 przypadków zakażenia.

#### Hiszpania
- 26 kwietnia 2009 w Hiszpanii pod obserwacją pozostawało 17 osób, które wróciły z podróży do Meksyku[44]. U jednej osoby potwierdzono zachorowanie.
- 27 kwietnia 2009 hiszpańska minister zdrowia i polityki społecznej, Trinidad Jimenez, poinformowała, że liczba osób podejrzewanych o zakażenie się wirusem świńskiej grypy wzrosła do 23. Wszystkie nowe zachorowania miały miejsce w Katalonii. Część z nowych przypadków to osoby, które podróżowały do Riviera Maya[45].
- 28 kwietnia 2009 hiszpańskie ministerstwo zdrowia i polityki społecznej potwierdziło istnienie nowego przypadku zakażenia wirusem A/H1N1. Wykryto go w Walencji. Było to drugie potwierdzone zachorowanie w Hiszpanii. Wcześniejsze miało miejsce w Almansie w prowincji Albacete. Oprócz tych przypadków objęte kwarantanną były jeszcze 32 osoby. Dwa podejrzenia zakażenia w regionach Andaluzja i Kastylia-La Mancha dały wyniki negatywne[46].
- 29 kwietnia 2009 Trinidad Jimenez poinformowała o istnieniu sześciu potwierdzonych przypadków zakażenia. Ponadto około 70 osób, które cierpią na objawy grypy zostało objętych kwarantanną w 11 ośrodkach medycznych w kraju. Z wykrytych przypadków zakażenia trzy były hospitalizowane w Katalonii, dwie były objęte opieką i kwarantanną domową, jedna nie była w żaden sposób odizolowana[47].

#### Holandia
- 30 kwietnia 2009 holenderskie ministerstwo zdrowia poinformowało o pierwszym przypadku grypy A/H1N1 w kraju. Ofiarą wirusa było trzyletnie dziecko, które niedawno wróciło z rodzicami z Meksyku[48]. Testy na obecność wirusa u rodziców okazały się negatywne[49].

#### Irlandia
- 27 kwietnia 2009 w Irlandii poddane badaniu zostały cztery próbki od osób potencjalnie zakażonych wirusem. Dr William Hall, przewodniczący Grupy Ekspertów ds. pandemii, powiedział, że jedna z nich jeszcze w nocy dała wynik negatywny. Status pozostałych trzech próbek miał być znany w ciągu kilku dni[50].

#### Litwa
- 29 kwietnia 2009 litewska telewizja TV3 poinformowała o objęciu kwarantanną pierwszego pacjenta podejrzanego o zakażenie wirusem świńskiej grypy przypadku w tym kraju. Litewski minister zdrowia Romualdas Sabaliauska, powiedział, że od mężczyzny który powrócił właśnie z Meksyku pobrano próbki i wysłano je do przebadania do Londynu. Mężczyzna miał typowe, niepokojące objawy: ból głowy, problemy z oddychaniem i wysoką gorączkę[51].

#### Niemcy
- W Niemczech z podejrzeniem zachorowania na grypę przebywały trzy osoby – dwóch mężczyzn i kobieta. Wyniki badań, które miały potwierdzić, bądź zaprzeczyć wystąpieniu wirusa świńskiej grypy były negatywne. Dla pewności pacjenci zostali jeszcze przez jakiś czas w izolatkach, a niektóre badania zostały powtórzone[52][53].
- 28 kwietnia pojawiły się w Niemczech dwa nowe przypadki podejrzewane o zakażenie wirusem. Obie osoby pochodziły z Kulmbach w Bawarii[54].
- 29 kwietnia niemiecki Instytut Roberta Kocha ogłosił przypadek zakażenia wirusem u chorego z Bawarii w rejonie Ratyzbony. Był to pierwszy potwierdzony przypadek wystąpienia wirusa w Niemczech[35]. Kilka godzin później potwierdził kolejne dwa przypadki. Chorzy to: 22-letnia kobieta, która powróciła z podróży do Meksyku, a zdiagnozowana została w Hamburgu, 30-kilkuletni mężczyzna przebywający w Szpitalu Uniwersyteckim w Ratyzbonie oraz 37-letnia kobieta, która również zaraziła się w czasie pobytu w Meksyku, a u której wstępna diagnoza została potwierdzona w Kulmbach[55].

#### Norwegia
- W Norwegii, poddany szpitalnej kwarantannie został jeden mężczyzna, który powrócił w sobotę z wakacji w Stanach Zjednoczonych. Przebywał tam w Houston w Teksasie, który był wówczas jednym z pięciu stanów, gdzie wykryto zakażenie wirusem świńskiej grypy[56].
- 28 kwietnia 2009, Norweski Inspektor Sanitarny Bjørn-Inge Larsen, na konferencji prasowej poinformował odizolowaniu nowych 7–9 przypadków podejrzewanych o zakażenie wirusem. Część z nich została wstępnie zweryfikowana negatywni[57].

#### Polska
- Według Raportu Głównego Inspektora Sanitarnego dotyczącego stanu sanitarnego kraju w roku 2010, od początku epidemii w Polsce na grypę A/H1N1 zmarły 182 osoby (przeważnie cierpiące na choroby przewlekłe). Szerzenie zachorowań było szybkie, a szczyt zachorowań na grypę w sezonie 2009/2010 w Polsce przypadł w listopadzie 2009, tj. o ponad 2 miesiące wcześniej niż szczyty zachorowań na grypę w latach poprzedzających. Szczyt zachorowań nastąpił w okresie 23–30 listopada 2009 – liczba zachorowań wyniosła 133 970 przy średniej dziennej zapadalności 44/100 000 mieszkańców[58].

#### Portugalia
- 4 maja 2009 władze potwierdziły przypadek grypy w Portugalii[59].

#### Rosja
- 27 kwietnia 2009 w Moskwie hospitalizowano 29-letnią kobietę, która przyleciała samolotem z Meksyku przez Francję do Rosji. Kobieta już w samolocie skarżyła się na wysoką gorączkę i osłabienie. Po wylądowaniu została przewieziona do szpitala „Szeremietiew-2”[60].

#### Słowacja
- Na Słowacji w dniu 29 kwietnia 2009 zgłoszono dwa podejrzenia zachorowania na świńską grypę. Jeden przypadek miał miejsce w Bratysławie a drugi w Nitrze. Pacjenta z Nitry hospitalizowano[61].

#### Szwajcaria
- Szwajcarski Federalny Urząd Zdrowia, poinformował o objęciu obserwacją pięciu osób, które cierpiały na objawy grypy. Ludzie ci wrócili niedawno z podróży do Meksyku[62]. 30 kwietnia 2009 władze szpitala w Baden w kantonie Argowia oficjalnie potwierdziły u pacjenta, który wrócił z Meksyku, obecność wirusa świńskiej grypy[63]. Szwajcaria była piątym europejskim krajem, w którym stwierdzono zachorowanie na świńską grypę.

#### Szwecja
- 27 kwietnia 2009 w Szwecji pięć osób podejrzanych o możliwość zakażenia się wirusem świńskiej grypy, zostało objętych kwarantanną i obserwacją[64].

#### Ukraina
- W kwietniu 2009 roku władze sanitarne Ukrainy zakazały importu świń i mięsa wieprzowego ze wszystkich krajów dotkniętych epidemią[65].
- Pierwszy potwierdzony na Ukrainie przypadek zachorowania na wirusa nowej grypy odnotowano 5 czerwca 2009 roku. Chory, 24-letni obywatel Ukrainy przybył lotem rejsowym z Nowego Jorku przez Paryż, do Kijowa[66].
- Kolejny przypadek grypy A/H1N1 został potwierdzony 29 września 2009[67].
- 27 października 2009 roku stwierdzono wybuch przypadków zachorowań grypopodobnych w rejonie Tarnopola. Pierwsze badania przeprowadzone w ukraińskich laboratoriach nie potwierdziły u chorych obecności wirusa, dla potwierdzenia wyników próbki wysłano do przebadania przez laboratoria ECDC. W Tarnopolu zamknięto szkoły i niektóre uniwersytety do czasu poprawy sytuacji. Pojawiły się jednak kolejne ogniska zachorowań w kilku zachodnich obwodach[68].
- 30 października 2009 ukraińskie ministerstwo zdrowia potwierdziło wystąpienie 11 przypadków grypy A/H1N1, oraz jeden przypadek śmiertelny. W godzinach rannych minister zdrowia Wasyl Kniazewycz ogłosił epidemię na terenie kraju[69]. Wieczorem premier Julia Tymoszenko poinformowała o decyzji kwarantanny dziewięciu zachodnich obwodów (lwowskiego i wołyńskiego, tarnopolskiego, iwano-frankowskiego, zakarpackiego, czerniowieckiego, rówieńskiego, winnickiego i chmielnickiego) oraz odwołaniu w całym kraju imprez masowych i zamknięciu placówek oświatowych na okres 3 tygodni[70][71].

#### Wielka Brytania
- Do wieczora 27 kwietnia 2009 w Wielkiej Brytanii zgłoszono 25 możliwych przypadków zakażenia wirusem, z których znaczna część okazała się fałszywa[72].
- W Stanwick (Northamptonshire) objęta kwarantanną pozostaje jedna rodzina, która powróciła właśnie z Meksyku[73].
- W szkockim szpitalu w Lanarkshire pozostawały pod obserwacją dwie osoby, które powróciły z Meksyku[74]. W godzinach wieczornych 27 kwietnia 2009 szkocka minister zdrowia, Nicola Sturgeon, poinformowała, że u obydwu hospitalizowanych osób potwierdzono wystąpienie wirusa świńskiej grypy[72].
- Do popołudniowych godzin 29 kwietnia w Wielkiej Brytanii potwierdzono pięć przypadków zakażenia świńską grypą. Wyniki przebadanych 29 innych osób dały wynik negatywny. Wśród chorych była 12-letnia dziewczynka, 41-letnia kobieta i 22-letni mężczyzna, wszyscy podróżowali do Meksyku. Osiem osób oczekiwało na wyniki testów[75].
- 14 czerwca 2009 władze Wielkiej Brytanii potwierdziły pierwszy zgon w szpitalu w Glasgow[76].

#### Włochy
- 27 kwietnia we Włoszech ogłoszono pierwsze podejrzenie świńskiej grypy. Potencjalną zakażoną była 31-letnia kobieta z regionu Veneto, została ona poddana kwarantannie w szpitalu w Wenecji. Kobieta powróciła z San Diego w Kalifornii z typowymi objawami i wysoką gorączką. Próbki krwi zostały wysłane do przeanalizowania w Uniwersytecie w Padwie[77].

## Ameryka Południowa
Niepotwierdzone przypadki zarażenia
     Potwierdzone przypadki zarażenia
     Potwierdzone przypadki śmierci
     Niepotwierdzone przypadki zarażenia
     Potwierdzone przypadki zarażenia
     Potwierdzone przypadki śmierci
     Niepotwierdzone przypadki zarażenia
     Potwierdzone przypadki zarażenia
     Potwierdzone przypadki śmierci
     Potwierdzone przypadki zarażenia
     Niepotwierdzone przypadki zarażenia
     Potwierdzone przypadki śmierci
     Potwierdzone przypadki zarażenia
     Niepotwierdzone przypadki zarażenia
     Potwierdzone przypadki śmierci
     Potwierdzone przypadki zarażenia
     Potwierdzone przypadki śmierci
     Potwierdzone przypadki zarażenia
     Niepotwierdzone przypadki zarażenia
     Potwierdzone przypadki śmierci
     Potwierdzone przypadki zarażenia
     Potwierdzone przypadki śmierci
     Potwierdzone przypadki zarażenia
     Potwierdzone przypadki śmierci

### Argentyna
- 28 kwietnia 2009 argentyńskie władze zawiesiły do 4 maja loty do Meksyku[78].
- 7 maja 2009 władze potwierdziły pierwszy przypadek grypy. Zakażonym był turysta, który niedawno wrócił z Meksyku[79].

### Brazylia
- 27 kwietnia 2009, do szpitala das Clínicas w Belo Horizonte w Brazylii przyjęto dwie osoby z podejrzeniem świńskiej grypy. Według Sekretariatu Zdrowia w Minas Gerais, para miała spędzić kilka dni w Meksyku, a objawy grypy pojawiły się u nich jeszcze na pokładzie samolotu, który wylądował w nocy z 26 na 27 kwietnia w Tancredo Neves International Airport[80].
- 7 maja 2009 władze potwierdziły cztery przypadki zachorowania na grypę. 2 przypadki miały miejsce w stanie São Paulo, jeden w Rio de Janeiro i jeden w stanie Minas Gerais[81].

### Chile
- 28 kwietnia 2009, chilijski minister zdrowia, Álvaro Eraza, wydał komunikat, w którym powiadomił, że w Chile istnieje 13 podejrzewanych o zakażenie przypadków, a pięć innych wstępnie wykluczono. Spośród wszystkich 18 osób zdecydowana większość pochodziła z obszarów metropolitalnych. Dwa przypadki zostały odkryte w regionach leżących w pobliżu Valparaíso – Bío Bío i Aisén[82].

### Kolumbia
- Kolumbijski rząd ogłosił, że odizolowano dwanaście osób podejrzanych o zakażenie się świńską grypą. Dziewięć z nich pochodziło z Bogoty, trzy z Kartageny[83].
- 3 maja 2009 kolumbijski minister zdrowia ogłosił, że w Kolumbii wykryto pierwszy przypadek grypy. Zakażonym jest 42-letni mieszkaniec miasta Zipaquirá, który niedawno wrócił z Meksyku[84].

### Peru
- 30 kwietnia 2009 w Peru potwierdzono pierwszy przypadek wystąpienia wirusa świńskiej grypy. Zakażoną jest Argentyńska kobieta mieszkająca w Kalifornii. Niedawno przebywała w Meksyku. Peruwiański minister zdrowia Oscar Ugarte podjął decyzję o wstrzymaniu połączeń lotniczych z Meksykiem. Potwierdził też, że w kraju oczekują na wyniki badań kolejne trzy podejrzane przypadki. Peru jest pierwszym krajem poza Meksykiem w Ameryce Łacińskiej, w którym stwierdzono wirusa[85]. Następnego dnia minister zdrowia oświadczył, że nie jest pewne czy kobieta jest chora na grypę

## Ameryka Środkowa
Niepotwierdzone przypadki zarażenia
     Potwierdzone przypadki zarażenia
     Potwierdzone przypadki śmierci
     Niepotwierdzone przypadki zarażenia
     Potwierdzone przypadki zarażenia
     Potwierdzone przypadki śmierci
     Niepotwierdzone przypadki zarażenia
     Potwierdzone przypadki zarażenia
     Potwierdzone przypadki śmierci
     Potwierdzone przypadki zarażenia
     Niepotwierdzone przypadki zarażenia
     Potwierdzone przypadki śmierci
     Potwierdzone przypadki zarażenia
     Niepotwierdzone przypadki zarażenia
     Potwierdzone przypadki śmierci
     Potwierdzone przypadki zarażenia
     Niepotwierdzone przypadki zarażenia
     Potwierdzone przypadki śmierci
     Potwierdzone przypadki zarażenia
     Niepotwierdzone przypadki zarażenia
     Potwierdzone przypadki śmierci
     Potwierdzone przypadki zarażenia
     Niepotwierdzone przypadki zarażenia
     Potwierdzone przypadki śmierci

### Kostaryka
- 28 kwietnia 2009, minister zdrowia Kostaryki Maria Luisa Avila, ogłosiła, że 21-letnia kobieta była pierwszym w kraju potwierdzonym przypadkiem zakażenia świńską grypą. Badania były przeprowadzone w Instytucie Badań Zdrowia i Edukacji Żywienia w San José[86].
- 29 kwietnia rano potwierdzono drugi przypadek zachorowania. Chorym był 30-letni mężczyzna. Kostarykańska minister zdrowia stwierdziła, że pacjent „jest w dobrym stanie”[87].
- 9 maja 2009 r. władze kostarykańskie ogłosiły pierwszy przypadek śmierci w wyniku zakażenia wirusem H1N1. Ofiarą był 53-letni mężczyzna[88].

## Azja
Niepotwierdzone przypadki zarażenia
     Potwierdzone przypadki zarażenia
     Potwierdzone przypadki śmierci
     Potwierdzone przypadki zarażenia
     Potwierdzone przypadki śmierci
     Potwierdzone przypadki zarażenia
     Potwierdzone przypadki śmierci
     Potwierdzone przypadki śmierci
     Potwierdzone przypadki zarażenia
     Potwierdzone przypadki śmierci
     Niepotwierdzone przypadki zarażenia
     Potwierdzone przypadki zarażenia
     Potwierdzone przypadki śmierci
     Potwierdzone przypadki zarażenia
     Potwierdzone przypadki śmierci
     Potwierdzone przypadki zarażenia
     Potwierdzone przypadki śmierci
     Potwierdzone przypadki zarażenia
     Potwierdzone przypadki śmierci
     Potwierdzone przypadki zarażenia
     Potwierdzone przypadki śmierci
     Potwierdzone przypadki zarażenia
     Potwierdzone przypadki śmierci
     Potwierdzone przypadki zarażenia
     Potwierdzone przypadki śmierci
     Potwierdzone przypadki zarażenia
     Potwierdzone przypadki śmierci

### Hongkong
- 27 kwietnia 2009 w Hongkongu, poddano badaniom trzy osoby, które podejrzewano o możliwość zakażenia wirusem. Testy wszystkich trzech osób wypadły negatywnie[89].
- 28 kwietnia 2009, odizolowano kolejne cztery osoby, które podróżowały do krajów, w których stwierdzono ogniska świńskiej grypy. Wszystkie cztery osoby miały objawy grypopodobne[89].
- 1 maja władze Hongkongu poinformowały o wykryciu wirusa grypy A/H1N1. Zakażonym był Meksykanin. Był to pierwszy przypadek grypy w Azji[40].

### Indie
- 16 maja 2009 WHO potwierdziła pierwszy przypadek grypy A/H1N1 w Indiach.

### Izrael
- 28 kwietnia 2009 Izrael ogłosił pierwszy potwierdzony przypadek świńskiej grypy. Zakażonym był młody człowiek, który niedawno wrócił z Meksyku. Jest to pierwszy potwierdzony przypadek na Bliskim Wschodzie. W szpitalu Laniado w Netanja przebywała jeszcze jedna osoba z podejrzeniem zakażenia[90].
- 28 kwietnia w godzinach wieczornych, szpital w Kefar Sawa potwierdził pozytywny wynik testu u drugiego chorego. Mężczyzna wrócił do Izraela z Meksyku dwa wcześniej i z powodu złego stanu zdrowia sam zgłosił się do lekarza. Premier Izraela, Binjamin Netanjahu, z powodu potwierdzenia drugiego przypadku w kraju, zwołał na noc z 28 na 29 kwietnia nadzwyczajne posiedzenie rządu[91].

### Japonia
- 8 maja 2009 Japonia potwierdziła trzy przypadki grypy A/H1N1. Chorzy przylecieli do Japonii z Kanady, zatrzymując się po drodze w Detroit[92].
- 16 maja 2009 potwierdzono kolejny przypadek grypy. Ofiarą był licealista z Kobe, jednakże w przeciwieństwie do pozostałych ofiar, nie podróżował do krajów dotkniętych epidemią. Do 18 maja 2009 władze potwierdziły 130 przypadków zakażenia się grypą. Zarazili się m.in. pracownicy banku i kioskarze z dworca kolejowego[93].

### Korea Południowa
- 28 kwietnia 2009 do Korei Południowej wróciła z Meksyku kobieta, u której podejrzewano zakażenie[94].
- 2 maja władze oficjalnie potwierdziły przypadek grypy[95].

### Malezja
- 16 maja 2009 WHO potwierdziła pierwszy przypadek świńskiej grypy w Malezji. Ofiarą był 21-letni student, który przyleciał ze Stanów Zjednoczonych[96]. Następnego dnia potwierdzono kolejny przypadek grypy. Ofiarą była studentka, która podróżowała tym samym samolotem co pierwsza ofiara[97].

### Singapur
- 27 maja 2009 Władze Singapuru oficjalnie potwierdziły pierwszy przypadek AH1N1 w tym kraju. Chorą była 22-letnia kobieta, która we wtorek powróciła do Singapuru z Nowego Jorku. Przewieziono ją do szpitala, gdzie zastosowano wobec niej kwarantannę.

### Turcja
- 16 maja 2009 WHO potwierdziła pierwszy przypadek grypy A/H1N1 w Turcji.

### Dzień po dniu
| 2009            | Rozprzestrzenianie się grypy A/H1N1 w Azji                               |
| --------------- | ------------------------------------------------------------------------ |
| 28 kwietnia     | Pierwszy przypadek grypy w Izraelu.                                      |
| 1 maja          | Pierwszy przypadek grypy w Hongkongu.                                    |
| 2 maja          | Pierwszy przypadek grypy w Korei Południowej.                            |
| 8 maja          | Pierwszy przypadek grypy w Japonii.                                      |
| 10 maja         | Pierwszy przypadek grypy w Chinach.                                      |
| 12 maja         | Pierwszy przypadek grypy w Tajlandii.                                    |
| 15 maja         | Pierwszy przypadek grypy w Malezji.                                      |
| 16 maja         | Pierwszy przypadek grypy w Indiach.                                      |
| 16 maja         | Pierwszy przypadek grypy w Turcji.                                       |
| 17 maja         | Ogłoszono epidemię grypy w Japonii.                                      |
| 19 maja         | Pierwszy przypadek grypy na Tajwanie.                                    |
| 21 maja         | Pierwszy przypadek grypy na Filipinach.                                  |
| 22 maja         | Pierwszy przypadek grypy w Rosji.                                        |
| 24 maja         | Pierwszy przypadek grypy w Kuwejcie.                                     |
| 24 maja         | Pierwszy przypadek grypy w Zjednoczonych Emiratach Arabskich.            |
| 25 maja         | Pierwszy przypadek grypy w Bahrajnie.                                    |
| 27 maja         | Pierwszy przypadek grypy w Singapurze.                                   |
| 30 maja         | Pierwszy przypadek grypy na Cyprze.                                      |
| 30 maja         | Pierwszy przypadek grypy w Libanie.                                      |
| 31 maja         | Pierwszy przypadek grypy w Wietnamie.                                    |
| 3 czerwca       | Pierwszy przypadek grypy w Arabii Saudyjskiej.                           |
| 11 czerwca      | Pierwszy przypadek grypy w Autonomii Palestyńskiej.                      |
| 11 czerwca      | Ogłoszono pandemię grypy w Hongkongu.                                    |
| 14 czerwca      | Ogłoszono pandemię grypy na Filipinach.                                  |
| 16 czerwca      | Pierwszy przypadek grypy w Jordanii.                                     |
| 16 czerwca      | Pierwszy przypadek grypy w Katarze.                                      |
| 16 czerwca      | Pierwszy przypadek grypy na Sri Lance.                                   |
| 16 czerwca      | Ogłoszono pandemię grypy w Tajlandii.                                    |
| 16 czerwca      | Pierwszy przypadek grypy w Jemenie.                                      |
| 17 czerwca      | Pierwszy przypadek grypy w Omanie.                                       |
| 17 czerwca      | Ogłoszono pandemię grypy w Malezji.                                      |
| 18 czerwca      | Pierwszy przypadek grypy w Makau.                                        |
| 18 czerwca      | Pierwszy przypadek grypy w Laosie.                                       |
| 19 czerwca      | Pierwszy przypadek grypy w Bangladeszu.                                  |
| 21 czerwca      | Pierwszy przypadek grypy w Brunei                                        |
| 22 czerwca      | Pierwszy śmiertelny przypadek grypy na Filipinach.                       |
| 22 czerwca      | Pierwszy przypadek grypy w Iranie.                                       |
| 23 czerwca      | Ogłoszono pandemię grypy w Makau.                                        |
| 24 czerwca      | Pierwszy przypadek grypy w Indonezji.                                    |
| 24 czerwca      | Pierwszy przypadek grypy w Kambodży.                                     |
| 24 czerwca      | Pierwszy przypadek grypy w Iraku.                                        |
| 26 czerwca      | Ogłoszono pandemię grypy w Chinach.                                      |
| 27 czerwca      | Pierwszy śmiertelny przypadek grypy w Tajlandii.                         |
| 27 czerwca      | Pierwszy przypadek grypy w Birmie.                                       |
| 29 czerwca      | Pierwszy przypadek grypy w Nepalu.                                       |
| 29 czerwca      | Ogłoszono pandemię grypy w Singapurze.                                   |
| 1 lipca         | Ogłoszono pandemię grypy w Korei Południowej.                            |
| 2 lipca         | Pierwszy śmiertelny przypadek grypy w Brunei.                            |
| 4 lipca         | Pierwszy przypadek grypy w Syrii.                                        |
| 8 lipca         | Pierwszy przypadek grypy w Afganistanie.                                 |
| 10 lipca        | Pierwszy śmiertelny przypadek grypy w Hongkongu.                         |
| 13 lipca        | Ogłoszono pandemię grypy w Arabii Saudyjskiej.                           |
| 16 lipca        | Pierwszy śmiertelny przypadek grypy w Singapurze.                        |
| 19 lipca        | Pierwszy przypadek grypy w Gruzji.                                       |
| 19 lipca        | Ogłoszono pandemię grypy w Izraelu.                                      |
| 21 lipca        | Ogłoszono pandemię grypy w Indonezji.                                    |
| 22 lipca        | Ogłoszono pandemię grypy w Indiach.                                      |
| 22 lipca        | Ogłoszono pandemię grypy w Wietnamie.                                    |
| 22 lipca        | Pierwszy śmiertelny przypadek grypy w Laosie.                            |
| 23 lipca        | Pierwszy śmiertelny przypadek grypy w Malezji.                           |
| 23 lipca        | Pierwszy przypadek grypy w Bhutanie.                                     |
| 23 lipca        | Pierwszy przypadek grypy w Kazachstanie.                                 |
| 24 lipca        | Pierwszy przypadek grypy na Malediwach.                                  |
| 25 lipca        | Ogłoszono pandemię grypy w Brunei.                                       |
| 25 lipca        | Ogłoszono pandemię grypy na Tajwanie.                                    |
| 26 lipca        | Ogłoszono pandemię grypy na Cyprze.                                      |
| 26 lipca        | Ogłoszono pandemię grypy w Turcji.                                       |
| 26 lipca        | Pierwszy śmiertelny przypadek grypy w Indonezji.                         |
| 27 lipca        | Pierwszy śmiertelny przypadek grypy w Izraelu.                           |
| 27 lipca        | Pierwszy śmiertelny przypadek grypy w Arabii Saudyjskiej.                |
| 27 lipca        | Ogłoszono pandemię grypy w Zjednoczonych Emiratach Arabskich.            |
| 30 lipca        | Pierwszy przypadek grypy w Azerbejdżanie.                                |
| 30 lipca        | Pierwszy śmiertelny przypadek grypy na Tajwanie.                         |
| 30 lipca        | Pierwszy śmiertelny przypadek grypy w Libanie.                           |
| 31 lipca        | Pierwszy śmiertelny przypadek grypy w Katarze.                           |
| 2 sierpnia      | Pierwszy śmiertelny przypadek grypy w Indiach.                           |
| 3 sierpnia      | Pierwszy przypadek grypy w Pakistanie.                                   |
| 4 sierpnia      | Pierwszy śmiertelny przypadek grypy w Wietnamie.                         |
| 5 sierpnia      | Pierwszy śmiertelny przypadek grypy w Iranie.                            |
| 7 sierpnia      | Pierwszy śmiertelny przypadek grypy w Autonomii Palestyńskiej.           |
| 9 sierpnia      | Pierwszy śmiertelny przypadek grypy w Iraku.                             |
| 12 sierpnia     | Pierwszy przypadek grypy w Timorze Wschodnim.                            |
| 15 sierpnia     | Pierwszy śmiertelny przypadek grypy w Korei Południowej.                 |
| 15 sierpnia     | Pierwszy śmiertelny przypadek grypy w Japonii.                           |
| 18 sierpnia     | Pierwszy śmiertelny przypadek grypy w Jemenie.                           |
| 20 sierpnia     | Pierwszy śmiertelny przypadek grypy w Kuwejcie.                          |
| 20 sierpnia     | Pierwszy śmiertelny przypadek grypy w Zjednoczonych Emiratach Arabskich. |
| 21 sierpnia     | Pierwszy śmiertelny przypadek grypy w Omanie.                            |
| 24 sierpnia     | Pierwszy przypadek grypy w Kirgistanie.                                  |
| 26 sierpnia     | Pierwszy śmiertelny przypadek grypy w Syrii.                             |
| 29 sierpnia     | Pierwszy śmiertelny przypadek grypy w Bangladeszu.                       |
| 31 sierpnia     | Pierwszy śmiertelny przypadek grypy w Bahrajnie.                         |
| 2 września      | Pierwszy śmiertelny przypadek grypy w Makau.                             |
| 28 września     | Pierwszy śmiertelny przypadek grypy w Kambodży.                          |
| 4 października  | Pierwszy przypadek grypy w Tadżykistanie.                                |
| 6 października  | Pierwszy śmiertelny przypadek grypy w Chinach.                           |
| 12 października | Pierwszy śmiertelny przypadek grypy w Jordanii.                          |
| 13 października | Pierwszy przypadek grypy w Mongolii.                                     |
| 23 października | Pierwszy śmiertelny przypadek grypy w Mongolii.                          |
| 24 października | Ogłoszono pandemię grypy w Iranie.                                       |
| 25 października | Pierwszy śmiertelny przypadek grypy w Turcji.                            |
| 27 października | Pierwszy śmiertelny przypadek grypy w Rosji.                             |
| 29 października | Pierwszy śmiertelny przypadek grypy w Afganistanie.                      |
| 7 listopada     | Pierwszy śmiertelny przypadek grypy w Pakistanie.                        |
| 7 listopada     | Pierwszy śmiertelny przypadek grypy na Sri Lance.                        |
| 8 listopada     | Pierwszy przypadek grypy w Armenii.                                      |
| 12 listopada    | Pierwszy śmiertelny przypadek grypy w Azerbejdżanie                      |
| 13 listopada    | Pierwszy śmiertelny przypadek grypy na Cyprze.                           |
| 17 listopada    | Pierwszy przypadek grypy w Korei Północnej.                              |
| 18 listopada    | Pierwszy śmiertelny przypadek grypy na Malediwach.                       |
| 7 grudnia       | Pierwszy śmiertelny przypadek grypy w Korei Północnej.                   |
| 13 grudnia      | Pierwszy śmiertelny przypadek grypy w Armenii.                           |
| 14 grudnia      | Pierwszy śmiertelny przypadek grypy w Gruzji.                            |
| 27 grudnia      | Pierwszy śmiertelny przypadek grypy w Nepalu.                            |

## Afryka
Niepotwierdzone przypadki zarażenia
     Potwierdzone przypadki zarażenia
     Potwierdzone przypadki śmierci
     powyżej 5000 przypadków zachorowań
     500-4999 przypadków zachorowań
     50-499 przypadków zachorowań
     5-49 przypadków zachorowań
     1-4 przypadki zachorowania
     Ogłoszona pandemia

### Egipt
- 29 kwietnia 2009 Egipt, w którym nie zanotowano jeszcze żadnych podejrzanych przypadków, zdecydował o prewencyjnej likwidacji całego pogłowia świń w kraju, które szacuje się na 300 tysięcy sztuk. Decyzja zapadła na skutek dwóch potwierdzonych zachorowań w sąsiednim Izraelu[98].

### Południowa Afryka
- 29 kwietnia 2009 ogłoszono dwa podejrzenia zakażenia świńską grypą u dwóch kobiet, które wróciły do RPA z Meksyku[99].

## Australia i Oceania
5000+ Potwierdzone przypadki zarażenia
     500-4999 Potwierdzone przypadki zarażenia
     50-499 Potwierdzone przypadki zarażenia
     Niepotwierdzone przypadki zarażenia
     Potwierdzone przypadki zarażenia
     Potwierdzone przypadki śmierci

### Australia
- 27 kwietnia 2009 w Australii badanych było 19 osób z podejrzeniem zakażenia[94].
- 28 kwietnia 2009 liczba osób podejrzanych o zakażenie się wirusem świńskiej grypy wzrosła do 70 osób. Wśród podejrzanych przypadków było dziesięć osób z Auckland Rangitoto’s College, które powrócili z wycieczki do Meksyku[potrzebny przypis].
- 29 kwietnia liczba podejrzanych przypadków wzrosła do 100. Rząd Australii dał szerokie uprawnienia służbom epidemiologicznym, a minister zdrowia Nicola Roxon zapowiedziała, że osoby okazujące brak współpracy ze służbami sanitarnymi mogą zostać zatrzymane, a w przypadku podejrzanych o zakażenie, przymusowo doprowadzone na kwarantannę[potrzebny przypis].

### Nowa Zelandia
- 28 kwietnia 2009 laboratorium WHO w Melbourne potwierdziło trzy przypadki zakażenia. Próbki zostały pobrane od czterech osób z 11-osobowej grupy, która wróciła z Meksyku do Nowej Zelandii. Cała grupa ma łagodne objawy grypy i jest poddana kwarantannie. Ryall poinformował, że oprócz tego incydentu, w Nowej Zelandii poddanych obserwacji i badaniom pozostawało dodatkowo 56 osób podejrzanych o zakażenie wirusem[100][101].
- 29 kwietnia do 13 wzrosła liczba potwierdzonych przypadków zakażenia w Nowej Zelandii. Wśród chorych była cała klasa, która wybrała się do Meksyku na szkolną wycieczkę. Nowozelandzcy lekarze stwierdzili, że szczep grypy wykryty w Nowej Zelandii jest tym samym, który zakaża w Meksyku. W toku badań były jeszcze 44 inne możliwe przypadki infekcji[102].
- 30 kwietnia rano ogłoszono potwierdzenie trzech nowych przypadków świńskiej grypy. Chorych było łącznie 16 osób, wszystkie pochodziły z Auckland. Badane były 104 kolejne przypadki osób mających objawy grypopodobne, wszystkie te osoby przebywały niedawno w Meksyku lub w Stanach Zjednoczonych. Dodatkowo grupa 111 innych przypadków została odizolowana one i podawane były im zapobiegawczo leki przeciwwirusowe[103].

## Pandemia
Amerykańskie Centrum Kontroli Chorób Zakaźnych oraz Światowa Organizacja Zdrowia od początku wyrażały obawy, iż może dojść do wybuchu pandemii, ponieważ wirusa cechują:
Nowa odmianaWirus jest nową odmianą grypy, przeciwko której ludzie nie byli jeszcze szczepieni.
Przenośność pomiędzy ludźmiSą dowody na to, iż wirus przenosi się pomiędzy ludźmi. Wywiady z zakażonymi pacjentami nie wykazały żadnych kontaktów ze świniami.
WirulencjaW Meksyku choroba dotknęła głównie młodych, zdrowych dorosłych, podobnie jak w przypadku „hiszpanki”. Jest to rzecz nietypowa dla wirusa grypy, który najczęściej atakuje dzieci, ludzi w podeszłym wieku i ludzi z osłabionym układem odpornościowym.
GeografiaWirus został wykryty w wielu miejscach w Ameryce Północnej, Ameryce Południowej, Azji oraz w Europie, a także w Oceanii; istnieją podejrzenia pojawienia się wirusa w innych regionach na świecie.
Oficjalnie pandemia ogłoszona została 11 czerwca.

## Teorie spiskowe
Niejasne okoliczności w jakich doszło do rozprzestrzenia się wirusa stały się powodem teorii spiskowych. Jedna z nich głosi, że jest to odwrócenie uwagi od fatalnego stanu gospodarki światowej, w związku z kryzysem finansowym. Inna głosi, że epidemia jest dziełem koncernów farmaceutycznych, które wykorzystały ją do promocji uniwersalnej szczepionki przeciwko grypie, bądź zwiększenia zysków. Jeszcze inne głoszą, że to rząd USA wywołał epidemię, aby odżegnać groźbę secesji niektórych stanów (np. Teksasu).

## Skutki ekonomiczne
Ogłoszenie pandemii spowodowało obciążenie podatników w wielu krajach dodatkowymi kosztami. Straty poniesiono m.in. z powodu zakupu szczepionek. Rząd Holandii wydał w tym celu 300 mln euro, czego następstwem stały się zalegające, nikomu niepotrzebne szczepionki. Z zamówionych przez rząd Francji szczepionek za 860 mln euro, skorzystało 5% obywateli. Wśród Włochów, nabywcami szczepionek o wartości 184 mln euro zamówionych przez rząd, okazało się tylko 4% obywateli. Natomiast z niemieckich zasobów o wartości 417 mln euro skorzystało 10% Niemców.
Dodatkowym wydatkiem były wynagrodzenia dla pracujących po godzinach lekarzy i pielęgniarek. W samej Francji wydano w tym celu 150 mln euro; a także 95 mln euro – na wynajęcie magazynów; 8,5 mln – na strzykawki, a 6 mln euro pochłonęły tam same kampanie informacyjne.
Dodatkowo, oprócz wydatków na sam zakup leków, rządy poniosły straty za zwroty tych, które zalegały w magazynach. Taki koszt wyniósłby w samej Francji 358 mln euro, jednak po zawarciu ugody z trzema koncernami, obniżył się do 48 mln euro. Również inne rządy (m.in. Niemiec, Wielkiej Brytanii, Szwajcarii, Holandii, Hiszpanii, Czech) negocjują warunki zwrotu zalegających szczepionek.
W Europie tylko jeden kraj nie zamówił szczepionek – Polska. W związku z tym, była minister zdrowia – Ewa Kopacz – miała być ekspertem w jednym z europejskich śledztw przeciwko WHO.